# I-Pop
I-Pop fue una serie animada chilena producida por Glovox y transmitida por Canal 13. La serie fue creada por Annie Mellon y Mariana Rosenblut y se estrenó el 30 de mayo de 2004 a través de la franja Cubox en horario vespertino.  Esta serie fue financiada gracias a un fondo entregado por el Consejo Nacional de Televisión de Chile en el año 2003.
La serie fue uno de los varios experimentos fallidos de Canal 13 por expandir la creación de producciones locales orientadas al público infantojuvenil. I-Pop fue descrito en su momento como un "programa de prueba", por lo que las expectativas sobre el proyecto pudieron no haber sido tan favorables.

## Sinopsis
La serie trata de un cuarteto rock adolescente llamado "Los Pelagatos", con una chica baterista llamada Kata como protagonista. El grupo enfrentará día a día diversas temáticas tecnológicas y medioambientales, filtradas en constantes guiños a la cultura pop.

## Episodios
I-Pop sólo tuvo una temporada constante de 12 episodios, con una duración aproximada de 15 minutos. Estos se emitieron en un lapso de tres meses, entre mayo y julio de 2004. Al final de cada episodio se presentaba un videoclip de una de las varias canciones elaboradas para la serie.

## Musicalización
Felipe Ilabaca, músico chileno e integrante de la banda Chancho en Piedra, fue quién se encargó de la creación de toda la música para la serie, al igual que de la mitad de las letras de estas junto a su compañero de banda, Lalo Ibeas. La banda sonora de la serie fue compuesta durante el verano de 2004.
"Como el proyecto era para musicalizar una banda de rock, inmediatamente pensé que era de adolescentes para arriba y que no podían ser niños", comentó Felipe Ilabaca en una nota del diario El mercurio de Valparaíso. "Me lo planteé como música adolescente, de gente idealista que quiere cambiar el mundo. No nos fue difícil comprender las personalidades de los personajes, porque son compatibles con las nuestras", agregó.

## Álbum
En julio de 2004, el sello discográfico Sony Music lanzó a la venta un casete y un CD titulado "Pelagatos" (nombre de la banda de la serie) cuál contenía toda la música y canciones realizadas para la serie, acompañada de ciertos diálogos de los personajes cuales fueron extraídos de algunas escenas del programa.

### Pistas
| N.º | Título                                   |
| --- | ---------------------------------------- |
| 1.  | «Mundo Torcido»                          |
| 2.  | «Hay alguien ahí?»                       |
| 3.  | «Vacaciones»                             |
| 4.  | «Órgano digestivo»                       |
| 5.  | «Playa Libre»                            |
| 6.  | «Amor Virtual»                           |
| 7.  | «T.V. de calidad»                        |
| 8.  | «Televicio»                              |
| 9.  | «La chica del cartel»                    |
| 10  | «Cuenta regresiva»                       |
| 11. | «Pelagatos»                              |
| 12. | «Piratas»                                |
| 13. | «¿Y... qué es la orginalidad?»           |
| 14. | «La chica del cartel (Versión acústica)» |
| 15. | «Skacci Un Robot»                        |
| 16. | «Zomby está hablando»                    |
| 17. | «Remix Virtual»                          |
| 18. | «En Autobús»                             |
| 19. | «El cierre»                              |
| 20. | «Mundo instrumental»                     |